# Limbdi (stato)
Lo Stato di Limbdi fu uno stato principesco del subcontinente indiano, avente per capitale la città di Limbdi.

## Storia
Limbdi fu uno stato formatosi nel 1500 circa. Nel periodo compreso tra il 1768 ed il 1948 si ricordano diversi momenti importanti nella storia locale. Durante il regno di Jaswantsinhji, Swami Vivekananda soggiornò nella città di Limbdi durante la sua visita a Saurashtra. Re Jaswantsinhji divenne amico di Swami Vivekananda ed entrambi si ritrovarono a Mahabaleshwar dal 4 al 28 maggio del 1892. Fu probabilmente su invito di Jaswantsinhji che Swami Vivekanand prese successivamente parte alla prima World Religion Conference.
Dopo Sir Jaswantsinhji, Sir Daulatsinhji salì al trono di Limbdi ed introdusse moderni valori al proprio governo. Con l'intento di aumentare la partecipazione popolare alle azioni di governo, iniziò la pubblicazione della Limbdi Darbari Gazette nel 1909. Istituì inoltre il "Sudharai" (commissione per il miglioramento) composto da 30 membri di cui 18 provenivano dalla pubblica amministrazione e 12 dal corpo amministrativo statale. Questo consiglio si preoccupò di gestire localmente le esigenze relative a sanità pubblica, incendi, illuminazione e tutto quanto fosse necessario alla popolazione.
Limbdi fu la prima città ad avere delle lampadine elettriche per l'illuminazione pubblica, oltre a far costruire una linea ferroviaria sotto il regno di Daulatsinhji, il quale curò personalmente anche il miglioramento dell'agricoltura e della vita dei coltivatori. Per migliorare l'utilizzo delle risorse della terra, il re diede in uso le terre abbandonate ai coltivatori bisognosi per un periodo di tre anni per avviare la loro attività, senza richiedere loro alcuna tassazione. Nel 1908, le terre coltivate erano pari a 47.000 km² che aumentarono a 73.000 km² nel 1935. Venne inoltre creata la Limbdi Co-operative Bank per venire incontro ai contadini bisognosi di prestiti calmierati, come pure il sovrano li incoraggiò personalmente a conservare il cibo per i periodi di carestia.
Durante il regno di Daulatsinhji, vi fu inoltre lo sviluppo della coltivazione del cotone, oltre ad una serie di industrie locali per la lavorazione dell'ottone, per la produzione di lame e coltelli, ecc. Per il bene della sua popolazione, il re approvò la legge "Nashabandhi" che prevedeva forti restrizioni sulla produzione e sulla vendita di alcoolici. Nel 1912 venne pubblicata una legge contro i matrimoni tra bambini e successivamente una contro l'accattonaggio. Venne inoltre proibita l'uccisione di animali durante il mese del "Shraavan".
L'educazione primaria era libera ed obbligatoria per i maschi, facoltativa per le femmine, il tutto a carico dello stato. La Sir Jashwantsinh High School (Sir J. High School) venne indicata come una delle dieci migliori scuole da governo di Bombay, dal momento che essa giunse a prevedere delle borse di studio per gli studenti meritevoli che avessero voluto studiare all'estero.
Il cricket divenne uno sport importantissimo nello stato e si diffuse rapidamente durante il periodo coloniale inglese, quando lo stato di Limbdi si dotò di ben 8 ospedali sotto la direzione del dottor A.D. Popat, il quale venne inviato in Inghilterra per ulteriori studi di medicina, a spese dello stato. Nel 1914, vennero introdotte le prime linee di tram. Nel 1909, vennero costruiti il mercato di Wood House e quello di Circuit House, oltre ad un ponte sul fiume Bhogavo che venne inaugurato nel 1936 alla presenza del viceré Lord Willingdon. Sir Daulatsinhji acquistò inoltre un biplano e fece costruire per esso un aerodromo.
Dopo la morte di Daulatsinhji ed un breve periodo di reggenza, la sua casata si estinse e quando l'India ottenne l'indipendenza nel 1947, lo stato di Limbdi ne entrò a far parte.

## Governanti

### Thakur Sahib
- 16.. – 17..                Verisalji I Aderajj
- 17.. – 17..                Askaranji III Verisalji
- 17.. – 17..                Aderajji II Askaranji
- 17.. – 17..                Verisalji II Aderajji
- 17.. – 1786                Harbhanji I Verisalji              (m. 1786)
- 1786 – 1825                Harisinhji Harbhanj                (m. 1825)
- 1825 – 1837                Bhojraji Harisinhji                (m. 1837)
- 1837 –  8 gennaio 1856         Harbhamji II Bhojraji              (m. 1856)
- 8 gennaio 1856 – 30 gennaio 1862  Fatehsinhji Bhojraji               (m. 1862)
- 30 gennaio 1862 – 26 aprile 1907  Jashwantsinhji Fatehsinhji         (n. 1859 – m. 1907) (dal 30 giugno 1887, Sir Jashwantsinhji Fatehsinhji)
  - 30 gennaio 1862 –  1º  agosto 1877  Rani Shri Hariba Kunverba - Sahiba (f) -reggente
- 26 aprile 1907 – 30 settembre 1940  Daulatsinhji Jashwantsinhji        (n. 1868 – m. 1940) (dal 1º gennaio 1921, Sir Daulatsinhji Jashwantsinhji)
- 30 settembre 1940 –  6 gennaio 1941  Digvijaysinhji Daulatsinhji        (n. 1896 – m. 1941)
- 6 gennaio 1941 – 15 agosto 1947  Chhatarsalji Digvijaysinhji        (n. 1940)